# Franz Buxbaum
Franz Buxbaum (Liebenau, 25 febbraio 1900 – Fürstenfeld, 7 febbraio 1979) è stato un botanico austriaco.
Ha concentrato la sua attività nello studio delle piante succulente e Cactaceae. Il genere Neobuxbaumia Backeb. 1938 venne così battezzato in suo onore.
Tra le sue opere:
- Die Pflanzenfamilie der Kakteen. 3. Auflage, Minden 1982 (con Johannes Endler)
- Kakteenleben. Eine biologische Plauderei für jeden Naturfreund. Albert Philler Verlag: Minden 1980
- Kakteen-Pflege, biologisch richtig: Pflege, Zucht, Beschreibung der Gattungen. Stoccarda: Franckh, 1959
- Cactus Culture: Based on Biology. 1958. 8ª ed. Blandford Press, Londres
- Grundlagen und Methoden Einer Erneuerung der Systematik der Hoheren Pflanzen. Die Forderung dynamischer Systematik im Bereiche der Blutenpflanzen. 1953. The Quarterly Review of Biology. 28: 3: 294-294
- Grundlagen & Methoden einer Erneuerung der Systematik der höheren Pflanzen: Die Forderung dynamischer Systematik im Bereiche der Blütenpflanzen. Vienna: Springer, 1951